# Кечшур
Кечшур — деревня в Якшур-Бодьинском районе Удмуртской республики.

## География
Находится в центральной части Удмуртии на расстоянии приблизительно 7 км на восток-северо-восток по прямой от районного центра села Якшур-Бодья.

## История
Известна с 1873 года как починок Кечьшур с 6 дворами. 24 двора в 1893, 42 в 1924. С 1932 деревня. Первые поселенцы появились приблизительно в конце XVIII века из деревни Малой Отворцы (ныне Малые Ошворцы). До 2021 год входила в состав Пушкарёвского сельского поселения.

## Население
Постоянное население составляло 54 человека (1873 год), 191 (1893), 3 (1905), 270 (1924), 34 человек в 2002 году (удмурты 97 %), 31 в 2012.